# Aconcagua
 Ovo je glavno značenje pojma Aconcagua. Za druga značenja pogledajte Aconcagua (razdvojba).
Aconcagua je najviši vrh Južne Amerike, ujedno i obiju Amerika te južne hemisfere. Visina planine je 6960,8 m, vrh je planinskog lanca Anda, a nalazi se u Argentini, u pokrajini Mendoza.
Okolica planine je dio zaštićenog prirodnog krajolika, okružuju ju doline Valle de las Vacas i Valle de los Horcones Inferior. Oko planine se pruža više ledenjaka.
Rijeka istog imena teče s planine prvo prema jugu, a zatim skreće na zapad te se ulijeva u Tihi ocean u Čileu.
Ande i Aconcagua su mlađe nabrano gorje, nastalo podvlačenjem geološke ploče Nazca ispod južnoameričke ploče. Ime Aconcagua dolazi od domorodačkih riječi Aconca-Hue što označava kamenog stražara.
Na samu planinu ne bi se bilo teško uspeti jer je njezin sjeverni prilaz planinarski jednostavan, da nije smanjenog atmosferskog pritiska (na vrhu je 40% pritiska što vlada pri površini mora) i razrijeđenog zraka - ipak nisu potrebne boce s kisikom. Na vrh se prvi popeo Švicarac Matthias Zurbriggen 14. siječnja 1897. godine.

## Galerija
- Pogled iz zraka
- Pogled iz kampa Alaska na 5200 m
- Pogled iz kampa Colera na 6000 m
- Planinar na vrhu

## Vanjske poveznice
- Web kamera s Aconcague (od prosinca do ožujka)  Arhivirana inačica izvorne stranice od 21. rujna 2013. (Wayback Machine)